# Joachim Goldstein
Joachim Goldstein (* 30. September 1962) ist ein ehemaliger deutscher Fußballspieler.

## Laufbahn
Goldstein spielte in der Jugend zuerst beim TSV Kriegshaber, wechselte 1979 zum FC Augsburg und wurde in die Schüler- und Juniorennationalmannschaften des DFB berufen. Unter der Leitung von Trainer Dietrich Weise gehörte Goldstein zu dem überaus erfolgreichen deutschen Junioren-Jahrgang, der 1981 die U18-Europameisterschaft in Deutschland errang. Noch als Jugendspieler wurde Goldstein beim FC Augsburg in vier Spielen der Saison 1980/81 in der 2. Bundesliga Süd eingesetzt. In der Saison 1981/82 erhielt Goldstein einen Profivertrag beim TSV 1860 München, der gerade in die neu gegründete 2. Bundesliga abgestiegen war. Nach der Saison stiegen die Löwen nach finanziellen Problemen ins Amateurlager ab. Mehrere Jahre spielte Goldstein noch drittklassig in der Bayernliga beim TSV 1860.

## Erfolge
- 1981 Junioren-Europameister U-18 (U-18-Fußball-Europameisterschaft 1981)

## Weblink / Quelle
- Joachim Goldstein in der Datenbank von fussballdaten.de

| Personendaten    | Personendaten            |
| ---------------- | ------------------------ |
| NAME             | Goldstein, Joachim       |
| KURZBESCHREIBUNG | deutscher Fußballspieler |
| GEBURTSDATUM     | 30. September 1962       |